# Адріан Гришкевич
Адріан Гришкевич (пол. Adrian Gryszkiewicz, нар. 13 грудня 1999, Битом) — польський футболіст, захисник клубу «Гурник» (Забже).

## Ігрова кар'єра
Народився 13 грудня 1999 року. Вихованець футбольної школи клубу «Гурник» (Забже). Дебютував у першій команді 9 лютого 2018 року в матчі Екстракласи проти «Вісли» (Плоцьк).

## Виступи за збірні
2019 року у складі молодіжної збірної Польщі поїхав на домашній молодіжний чемпіонат світу. На турнірі зіграв у одному матчаі, а команда вилетіла на стадії 1/8 фіналу.

## Статистика виступів

### Статистика клубних виступів
| Сезон             | Команда           | Чемпіонат         | Чемпіонат | Чемпіонат | Національний кубок | Національний кубок | Національний кубок | Континентальні кубки | Континентальні кубки | Континентальні кубки | Інші змагання | Інші змагання | Інші змагання | Усього | Усього | Усього |
| Сезон             | Команда           | Ліга              | Ігор      | Голів     | Ліга               | Ігор               | Голів              | Ліга                 | Ігор                 | Голів                | Ліга          | Ігор          | Голів         | Ігор   | Голів  |        |
| ----------------- | ----------------- | ----------------- | --------- | --------- | ------------------ | ------------------ | ------------------ | -------------------- | -------------------- | -------------------- | ------------- | ------------- | ------------- | ------ | ------ | ------ |
| 2017–18           | «Гурник» (Забже)  | EK                | 9         | 0         | КП                 | 2                  | 0                  |                      | -                    | -                    |               | -             | -             | 11     | 0      |        |
| 2018–19           | «Гурник» (Забже)  | EK                | 20        | 0         | КП                 | 2                  | 0                  | ЛЄ                   | 4                    | 0                    |               | -             | -             | 26     | 0      |        |
| Усього за кар'єру | Усього за кар'єру | Усього за кар'єру | 29        | 0         |                    | 4                  | 0                  |                      | 4                    | 0                    |               | -             | -             | 37     | 0      |        |

## Титули і досягнення
- Чемпіон Польщі (1):

«Ракув»: 2022–23